# Atletik under sommer-OL 1992
Atletik under sommer-OL 1992. Der blev konkurreret i 43 sportsgrene, 24 for mænd og 19 for damer, i atletik under Sommer-OL 1992 i Barcelona.

## Medaljer
| Atletik OL 1992 | Atletik OL 1992 | Atletik OL 1992 | Atletik OL 1992 | Atletik OL 1992 | Atletik OL 1992 |
| --------------- | --------------- | --------------- | --------------- | --------------- | --------------- |
| Placering       | Land            | Guld            | Sølv            | Bronze          | totalt          |
| 1               | USA             | 12              | 8               | 10              | 30              |
| 2               | SNG             | 7               | 11              | 3               | 21              |
| 3               | Tyskland        | 4               | 1               | 5               | 10              |
| 4               | Kenya           | 2               | 4               | 2               | 8               |
| 5               | Cuba            | 2               | 1               | 4               | 7               |
| 6               | Spanien         | 2               | 1               | 1               | 4               |
| 7               | Storbritannien  | 2               | 0               | 4               | 6               |
| 8               | Tjekkoslovakiet | 2               | 0               | 0               | 2               |
| 9               | Kina            | 1               | 1               | 2               | 4               |
| 10              | Canada          | 1               | 1               | 1               | 3               |
| 11              | Marokko         | 1               | 1               | 0               | 2               |
| 12              | Etiopien        | 1               | 0               | 2               | 3               |
| 13.             | Algeriet        | 1               | 0               | 0               | 1               |
| 13.             | Frankrig        | 1               | 0               | 0               | 1               |
| 13.             | Grækenland      | 1               | 0               | 0               | 1               |
| 13.             | Sydkorea        | 1               | 0               | 0               | 1               |
| 13.             | Litauen         | 1               | 0               | 0               | 1               |
| 13.             | Holland         | 1               | 0               | 0               | 1               |
| 19.             | Jamaica         | 0               | 3               | 1               | 4               |
| 20.             | Japan           | 0               | 2               | 0               | 2               |
| 20.             | Namibia         | 0               | 2               | 0               | 2               |
| 22.             | Bulgarien       | 0               | 1               | 1               | 2               |
| 22.             | Nigeria         | 0               | 1               | 1               | 2               |
| 24.             | Finland         | 0               | 1               | 0               | 1               |
| 24.             | Mexico          | 0               | 1               | 0               | 1               |
| 24.             | Rumænien        | 0               | 1               | 0               | 1               |
| 24.             | Sydafrika       | 0               | 1               | 0               | 1               |
| 24.             | Sverige         | 0               | 1               | 0               | 1               |
| 29.             | Australien      | 0               | 0               | 2               | 2               |
| 30.             | Bahamas         | 0               | 0               | 1               | 1               |
| 30.             | Colombia        | 0               | 0               | 1               | 1               |
| 30.             | Italien         | 0               | 0               | 1               | 1               |
| 30.             | New Zealand     | 0               | 0               | 1               | 1               |
| 30.             | Polen           | 0               | 0               | 1               | 1               |
| 30.             | Qatar           | 0               | 0               | 1               | 1               |
| Sum             | antal medaljer  | 43              | 43              | 45              | 131             |

## Herrer

### 100 m
| Placering | Udøver             | Land | Tid   |
| --------- | ------------------ | ---- | ----- |
| 1.        | Linford Christie   | GBR  | 9,96  |
| 2.        | Frankie Fredericks | NAM  | 10,02 |
| 3.        | Dennis Mitchell    | USA  | 10,04 |
| 4.        | Bruny Surin        | CAN  | 10,09 |
| 5.        | Leroy Burrell      | USA  | 10,10 |
| 6.        | Olapade Adeniken   | NGR  | 10,12 |

### 200 m
| Placering | Udøver             | Land | Tid   |
| --------- | ------------------ | ---- | ----- |
| 1.        | Mike Marsh         | USA  | 20,01 |
| 2.        | Frankie Fredericks | NAM  | 20,13 |
| 3.        | Michael Bates      | USA  | 20,38 |
| 4.        | Robson da Silva    | BRA  | 20,45 |
| 5.        | Olapade Adeniken   | NGR  | 20,50 |
| 6.        | John Regis         | GBR  | 20,55 |

### 400 m
| Placering | Udøver            | Land | Tid      |
| --------- | ----------------- | ---- | -------- |
| 1.        | Quincy Watts      | USA  | 43,50 OR |
| 2.        | Steve Lewis       | USA  | 44,21    |
| 3.        | Samson Kitur      | KEN  | 44,24    |
| 4.        | lan Morris        | TRI  | 44,25    |
| 5.        | Roberto Hernández | CUB  | 44,52    |
| 6.        | David Grindley    | GBR  | 44,75    |

### 800 m
| Placering | Udøver            | Land | Tid     |
| --------- | ----------------- | ---- | ------- |
| 1.        | William Tanui     | KEN  | 1.43,66 |
| 2.        | Nixon Kiprotich   | KEN  | 1.43,70 |
| 3.        | Johnny Gray       | USA  | 1.43,97 |
| 4.        | José Luiz Barbosa | BRA  | 1.45,06 |
| 5.        | Andrea Benvenuti  | ITA  | 1.45,23 |
| 6.        | Curtis Robb       | GBR  | 1.45,57 |

### 1500 m
| Placering | Udøver            | Land | Tid     |
| --------- | ----------------- | ---- | ------- |
| 1.        | Fermín Cacho      | ESP  | 3.40,12 |
| 2.        | Rachid El Basir   | MAR  | 3.40,62 |
| 3.        | Mohammed Suleiman | QAT  | 3.40,69 |
| 4.        | Joseph Chesire    | KEN  | 3.41,12 |
| 5.        | Jonah Birir       | KEN  | 3.41,27 |
| 6.        | Jens-Peter Herold | GER  | 3.41,53 |

### 5000 m
| Placering | Udøver          | Land | Tid      |
| --------- | --------------- | ---- | -------- |
| 1.        | Dieter Baumann  | GER  | 13.12,52 |
| 2.        | Paul Bitok      | KEN  | 13.12,71 |
| 3.        | Fita Bayisa     | ETH  | 13.13,03 |
| 4.        | Brahim Boutayeb | MAR  | 13.13,27 |
| 5.        | Yobes Ondieki   | KEN  | 13.17,50 |
| 6.        | Worku Blkila    | ETH  | 13.23,52 |

### 10000 m
| Placering | Udøver           | Land | Tid      |
| --------- | ---------------- | ---- | -------- |
| 1.        | Khalid Skah      | MAR  | 27.46,70 |
| 2.        | Richard Chelimo  | KEN  | 27.47,72 |
| 3.        | Addis Abebe      | ETH  | 28.00,07 |
| 4.        | Salvatore Antibo | ITA  | 28.11,39 |
| 5.        | Arturo Barrios   | MEX  | 28.17,79 |
| 6.        | Germán Silva     | MEX  | 28.20,19 |

### Maraton
| Placering | Udøver            | Land | Tid     |
| --------- | ----------------- | ---- | ------- |
| 1.        | Hwang Young-cho   | KOR  | 2.13.23 |
| 2.        | Koichi Morishita  | JPN  | 2.13.45 |
| 3.        | Stephan Freigang  | GER  | 2.14.00 |
| 4.        | Takeyuki Nakayama | JPN  | 2.14.02 |
| 5.        | Salvatore Bettiol | ITA  | 2.14.15 |
| 6.        | Salah Kokaich     | MAR  | 2.14.25 |

### 110 m hæk
| Placering | Udøver              | Land | Tid   |
| --------- | ------------------- | ---- | ----- |
| 1.        | Mark McKoy          | CAN  | 13,12 |
| 2.        | Tony Dees           | USA  | 13,24 |
| 3.        | Jack Pierce         | USA  | 13,26 |
| 4.        | Tony Jarrett        | GBR  | 13,26 |
| 5.        | Florian Schwarthoff | GER  | 13,29 |
| 6.        | Emilio Valle        | CUB  | 13,41 |

### 400 m hæk
| Placering | Udøver            | Land | Tid      |
| --------- | ----------------- | ---- | -------- |
| 1.        | Kevin Young       | USA  | VR 46,78 |
| 2.        | Winthrop Graham   | JAM  | 47,76    |
| 3.        | Kriss Akabusi     | GBR  | 47,82    |
| 4.        | Stéphane Diagana  | FRA  | 48,13    |
| 5.        | Niklas Wallenlind | SWE  | 48,63    |
| 6.        | Oleg Tverdokhljob | SNG  | 48,63    |

### 3000 m forhindringsløb
| Placering | Udøver                  | Land | Tid     |
| --------- | ----------------------- | ---- | ------- |
| 1.        | Matthew Birir           | KEN  | 8.08.84 |
| 2.        | Patrick Sang            | KEN  | 8.09.55 |
| 3.        | William Mutwol          | KEN  | 8.10.74 |
| 4.        | Alessandro Lambruschini | ITA  | 8.15.52 |
| 5.        | Steffen Brand           | GER  | 8.16.60 |
| 6.        | Tom Hanlon              | GBR  | 8.18.14 |

### 4x100 m stafet
| Placering | Udøver                                                     | Land | Tid      |
| --------- | ---------------------------------------------------------- | ---- | -------- |
| 1.        | Mike Marsh Leroy Burrell Dennis Mitchell Carl Lewis        | USA  | VR 37.40 |
| 2.        | Oluyemi Kayode Chidi Imoh Olapade Adeniken Davidson Ezinwa | NGR  | 37.98    |
| 3.        | Andrés Simón Joel Lamela Joel Isasi Jorge Aguilera         | CUB  | 38.00    |
| 4.        | Marcus Adam Tony Jarrett John Regis Linford Christie       | GBR  | 38.08    |
| 5.        | Pavel Galkin Edvin Ivanov Andrej Fedorov Vitali Savin      | SNG  | 38.17    |
| 6.        | Shinji Aoto Hisatsugu Suzuki Satoru Inoue Tatsuo Sugimoto  | JPN  | 38.77    |

### 4x400 m stafet
| Placering | Udøver                                                           | Land | Tid        |
| --------- | ---------------------------------------------------------------- | ---- | ---------- |
| 1.        | Andrew Valmon Quincy Watts Michael Duane Johnson Steve Lewis     | USA  | VR 2.55.74 |
| 2.        | Lazaro Martínez Héctor Herrera Norberto Téllez Roberto Hernández | CUB  | 2.59.51    |
| 3.        | Roger Black David Grindley Kriss Akabusi John Regis              | GBR  | 2.59.73    |
| 4.        | Robson da Silva Edielson Rocha Sergio de Menezes Sidney Telles   | BRA  | 3.01.61    |
| 5.        | Udeme Ekpeyong Emmanuel Okoli Hassan Bosso Sunday Bada           | NGR  | 3.01.71    |
| 6.        | Alessandro Aimar Marco Vaccari Fabio Grossi Andrea Nuti          | ITA  | 3.02.18    |

### 20 km kapgang
| Placering | Udøver                 | Land | Tid     |
| --------- | ---------------------- | ---- | ------- |
| 1.        | Daniel Plaza           | ESP  | 1.21.45 |
| 2.        | Guillaume LeBlanc      | CAN  | 1.22.25 |
| 3.        | Giovanni De Benedictis | ITA  | 1.23.11 |
| 4.        | Maurizio Damilano      | ITA  | 1.23.39 |
| 5.        | Chen Shaoguo           | CHN  | 1.24.06 |
| 6.        | Jimmy McDonald         | IRL  | 1.25.16 |

### 50 km kapgang
| Placering | Udøver            | Land | Tid     |
| --------- | ----------------- | ---- | ------- |
| 1.        | Andrej Perlov     | SNG  | 3.50.13 |
| 2.        | Carlos Mercenario | MEX  | 3.52.09 |
| 3.        | Ronald Weigel     | GER  | 3.53.45 |
| 4.        | Valeri Spitsyn    | SNG  | 3.54.39 |
| 5.        | Roman Mrázek      | TCH  | 3.55.21 |
| 6.        | Hartwig Gauder    | GER  | 3.56.47 |

### Højdespring
| Placering | Udøver           | Land | Højde  |
| --------- | ---------------- | ---- | ------ |
| 1.        | Javier Sotomayor | CUB  | 2,34 m |
| 2.        | Patrik Sjöberg   | SWE  | 2,34 m |
| 3.        | Hollis Conway    | USA  | 2,34 m |
| 3.        | Tim Forsyth      | AUS  | 2,34 m |
| 3.        | Artur Partyka    | POL  | 2,34 m |
| 6.        | Ralf Sonn        | GER  | 2,31 m |

### Stangspring
| Placering | Udøver          | Land | Højde  |
| --------- | --------------- | ---- | ------ |
| 1.        | Maksim Tarasov  | SNG  | 5,80 m |
| 2.        | Igor Trandenkov | SNG  | 5,80 m |
| 3.        | Javier García   | ESP  | 5,75 m |
| 4.        | Kory Tarpenning | USA  | 5,75 m |
| 5.        | David Volz      | USA  | 5,65 m |
| 6.        | Asko Peltoniemi | FIN  | 5,60 m |

### Længdespring
| Placering | Udøver                  | Land | Længde |
| --------- | ----------------------- | ---- | ------ |
| 1.        | Carl Lewis              | USA  | 8,67 m |
| 2.        | Mike Powell             | USA  | 8,64 m |
| 3.        | Joe Greene              | USA  | 8,34 m |
| 4.        | Iván Pedroso            | CUB  | 8,11 m |
| 5.        | Jaime Jefferson         | CUB  | 8,08 m |
| 6.        | Konstantinos Koukodimos | GRE  | 8,04 m |

### Trespring
| Placering | Udøver           | Land | Længde  |
| --------- | ---------------- | ---- | ------- |
| 1.        | Mike Conley      | USA  | 18,17 m |
| 2.        | Charles Simpkins | USA  | 17,60 m |
| 3.        | Frank Rutherford | BAH  | 17,36 m |
| 4.        | Leonid Volosjin  | SNG  | 17,32 m |
| 5.        | Brian Wellman    | BER  | 17,24 m |
| 6.        | Yoelbi Quesada   | CUB  | 17,18 m |

### Kuglestød
| Placering | Udøver            | Land | Længde  |
| --------- | ----------------- | ---- | ------- |
| 1.        | Mike Stulce       | USA  | 21,70 m |
| 2.        | Jim Doehring      | USA  | 20,96 m |
| 3.        | Vjatsjeslav Lykho | SNG  | 20,94 m |
| 4.        | Werner Günthör    | SUI  | 20,91 m |
| 5.        | Ulf Timmermann    | GER  | 20,49 m |
| 6.        | Klaus Bodenmüller | AUT  | 20,48 m |

### Diskoskast
| Placering | Udøver         | Land | Længde  |
| --------- | -------------- | ---- | ------- |
| 1.        | Romas Ubartas  | LTU  | 65,12 m |
| 2.        | Jürgen Schult  | GER  | 64,94 m |
| 3.        | Roberto Moya   | CUB  | 64,12 m |
| 4.        | Costel Grasu   | ROM  | 62,86 m |
| 5.        | Attila Horváth | HUN  | 62,82 m |
| 6.        | Juan Martínez  | CUB  | 62,64 m |

### Hammerkast
| Placering | Udøver             | Land | Længde  |
| --------- | ------------------ | ---- | ------- |
| 1.        | Andrej Abduvalijev | SNG  | 82,54 m |
| 2.        | Igor Astapkovitsj  | SNG  | 81,96 m |
| 3.        | Igor Nikulin       | SNG  | 81,38 m |
| 4.        | Tibor Gécsek       | HUN  | 77,78 m |
| 5.        | Jüri Tamm          | EST  | 77,52 m |
| 6.        | Heinz Weis         | GER  | 76,90 m |

### Spydkast
| Placering | Udøver             | Land | Længde     |
| --------- | ------------------ | ---- | ---------- |
| 1.        | Jan Železný        | TCH  | OR 89,66 m |
| 2.        | Seppo Räty         | FIN  | 86,60 m    |
| 3.        | Steve Backley      | GBR  | 83,38 m    |
| 4.        | Kimmo Kinnunen     | FIN  | 82,62 m    |
| 5.        | Sigurdur Einarsson | ISL  | 80,34 m    |
| 6.        | Juha Laukkanen     | FIN  | 79,20 m    |

### Tikamp
| Placering | Udøver           | Land | Point |
| --------- | ---------------- | ---- | ----- |
| 1.        | Robert Změlík    | TCH  | 8611  |
| 2.        | Antonio Peñalver | ESP  | 8412  |
| 3.        | Dave Johnson     | USA  | 8309  |
| 4.        | Dezsö Szabó      | HUN  | 8199  |
| 5.        | Rob Muzzio       | USA  | 8195  |
| 6.        | Paul Meier       | GER  | 8192  |

## Damer

### 100 m
| Placering | Udøver          | Land | Tid   |
| --------- | --------------- | ---- | ----- |
| 1.        | Gail Devers     | USA  | 10.82 |
| 2.        | Juliet Cuthbert | JAM  | 10.83 |
| 3.        | Irina Privalova | SNG  | 10.84 |
| 4.        | Gwen Torrence   | USA  | 10.86 |
| 5.        | Merlene Ottey   | JAM  | 10.88 |
| 6.        | Anelia Nuneva   | BUL  | 11.10 |

### 200 m
| Placering | Udøver          | Land | Tid   |
| --------- | --------------- | ---- | ----- |
| 1.        | Gwen Torrence   | USA  | 21.81 |
| 2.        | Juliet Cuthbert | JAM  | 22.02 |
| 3.        | Merlene Ottey   | JAM  | 22.09 |
| 4.        | Irina Privalova | SNG  | 22.19 |
| 5.        | Carlette Guidry | USA  | 22.30 |
| 6.        | Grace Jackson   | JAM  | 22.58 |

### 400 m
| Placering | Udøver                  | Land | Tid   |
| --------- | ----------------------- | ---- | ----- |
| 1.        | Marie-José Perec        | FRA  | 48.83 |
| 2.        | Olga Bryzgina           | SNG  | 49.05 |
| 3.        | Ximena Restrepo         | COL  | 49.64 |
| 4.        | Olga Nazarova           | SNG  | 49.69 |
| 5.        | JiII Richardson-Briscoe | CAN  | 49.93 |
| 6.        | Rochelle Stevens        | USA  | 50.11 |

### 800 m
| Placering | Udøver             | Land | Tid     |
| --------- | ------------------ | ---- | ------- |
| 1.        | Ellen van Langen   | NED  | 1.55.54 |
| 2.        | Lilija Nurutdinova | SNG  | 1.55.99 |
| 3.        | Ana Fidelia Quirot | CUB  | 1.56.80 |
| 4.        | Inna Jevsejeva     | SNG  | 1.57.20 |
| 5.        | Maria Mutola       | MOZ  | 1.57.49 |
| 6.        | Ella Kovacs        | ROM  | 1.57.95 |

### 1500 m
| Placering | Udøver              | Land | Tid     |
| --------- | ------------------- | ---- | ------- |
| 1.        | Hassiba Boulmerka   | ALG  | 3.55.30 |
| 2.        | Ljudmila Rogatsjova | SNG  | 3.56.91 |
| 3.        | Qu Yunxia           | CHN  | 3.57.08 |
| 4.        | Tatjana Dorovskikh  | SNG  | 3.57.92 |
| 5.        | Liu Li              | CHN  | 4.00.20 |
| 6.        | Maite Zúñiga        | ESP  | 4.00.59 |

### 3000 m
| Placering | Udøver             | Land | Tid     |
| --------- | ------------------ | ---- | ------- |
| 1.        | Jelena Romanova    | SNG  | 8.46.04 |
| 2.        | Tatjana Dorovskikh | SNG  | 8.46.85 |
| 3.        | Angela Chalmers    | CAN  | 8.47.22 |
| 4.        | Sonia O'Sullivan   | IRL  | 8.47.41 |
| 5.        | Patti Sue Plumer   | USA  | 8.48.29 |
| 6.        | Jelena Kopytova    | SNG  | 8.49.55 |

### 10000 m
| Placering | Udøver        | Land | Tid      |
| --------- | ------------- | ---- | -------- |
| 1.        | Derartu Tulu  | ETH  | 31.06.02 |
| 2.        | Elana Meyer   | RSA  | 31.11.75 |
| 3.        | Lynn Jennings | USA  | 31.19.89 |
| 4.        | Zhong Huandi  | CHN  | 31.21.08 |
| 5.        | Liz McColgan  | GBR  | 31.26.11 |
| 6.        | Wang Xiuting  | CHN  | 31.28.06 |

### Maraton
| Placering | Udøver             | Land | Tid     |
| --------- | ------------------ | ---- | ------- |
| 1.        | Valentina Jegorova | SNG  | 2.32.41 |
| 2.        | Yuko Arimori       | JPN  | 2.32.49 |
| 3.        | Lorraine Moller    | NZL  | 2.33.59 |
| 4.        | Sachiko Yamashita  | JPN  | 2.36.26 |
| 5.        | Katrin Dörre       | GER  | 2.36.48 |
| 6.        | Mun Gyong-Ae       | PRK  | 2.37.03 |

### 100 m hæk
| Placering | Udøver           | Land | Tid   |
| --------- | ---------------- | ---- | ----- |
| 1.        | Voula Patoulidou | GRE  | 12.64 |
| 2.        | LaVonna Martin   | USA  | 12.69 |
| 3.        | Jordanka Donkova | BUL  | 12.70 |
| 4.        | Lynda Tolbert    | USA  | 12.75 |
| 5.        | Gail Devers      | USA  | 12.75 |
| 6.        | Aliuska López    | CUB  | 12.87 |

### 400 m hæk
| Placering | Udøver                | Land | Tid   |
| --------- | --------------------- | ---- | ----- |
| 1.        | Sally Gunnell         | GBR  | 53.23 |
| 2.        | Sandra Farmer-Patrick | USA  | 53.69 |
| 3.        | Janeene Vickers       | USA  | 54.31 |
| 4.        | Tatjana Ledovskaja    | SNG  | 54.31 |
| 5.        | Vera Ordina           | SNG  | 54.83 |
| 6.        | Margarita Ponomarjova | SNG  | 54.83 |

### 4x100 m stafet
| Placering | Udøver                                                                   | Land | Tid   |
| --------- | ------------------------------------------------------------------------ | ---- | ----- |
| 1.        | Evelyn Ashford Esther Jones Carlette Guidry Gwen Torrence                | USA  | 42.11 |
| 2.        | Olga Bogoslovskaja Marina Trandenkova Galina Maltsjugina Irina Privalova | SNG  | 42.16 |
| 3.        | Beatrice Utondu Faith Idehen Christy Opara-Thompson Mary Onyali          | NGR  | 42.81 |
| 4.        | Patricia Girard Odiah Sidibe Laurence Bily Marie-José Perec              | FRA  | 42.85 |
| 5.        | Andrea Philipp Silke Knoll Andrea Thomas Sabine Günther                  | GER  | 43.12 |
| 6.        | Melissa Moore Melinda Gainsford Kathleen Sambell Kerry Johnson           | AUS  | 43.77 |

### 4x400 m stafet
| Placering | Udøver                                                                | Land | Tid     |
| --------- | --------------------------------------------------------------------- | ---- | ------- |
| 1.        | Jelena Ruzina Ljudmila Dzjigalova Olga Nazarova Olga Bryzgina         | SNG  | 3.20.20 |
| 2.        | Natasha Kaiser Gwen Torrence Jearl Miles Rochelle Stevens             | USA  | 3.20.92 |
| 3.        | Phylis Smith Sandra Douglas Jennifer Stoute Sally Gunnell             | GBR  | 3.24.23 |
| 4.        | Rosey Edeh Charmaine Crooks Camille Noel JiII Richardson-Briscoe      | CAN  | 3.25.20 |
| 5.        | Catherine Scott Cathy Rattray-Williams Juliet Campbell Sandi Richards | JAM  | 3.25.68 |
| 6.        | Uta Rohländer Heike Meissner Linda Kisabaka Anja Rücker               | GER  | 3.26.37 |

### 10 km kapgang
| Placering | Udøver            | Land | Tid      |
| --------- | ----------------- | ---- | -------- |
| 1.        | Chen Yueling      | CHN  | OR 44.32 |
| 2.        | Jelena Nikolajeva | SNG  | 44.33    |
| 3.        | Li Chunxiu        | CHN  | 44.41    |
| 4.        | Sari Essayah      | FIN  | 45.08    |
| 5.        | Cui Yingzi        | CHN  | 45.15    |
| 6.        | Madelein Svensson | SWE  | 45.17    |

### Højdespring
| Placering | Udøver             | Land | Højde  |
| --------- | ------------------ | ---- | ------ |
| 1.        | Heike Henkel       | GER  | 2.02 m |
| 2.        | Alina Astafei      | ROM  | 2.00 m |
| 3.        | Ioamnet Quintero   | CUB  | 1.97 m |
| 4.        | Stefka Kostadinova | BUL  | 1.94 m |
| 5.        | Sigrid Kirchmann   | AUT  | 1.94 m |
| 6.        | Silvia Costa       | CUB  | 1.94 m |

### Længdespring
| Placering | Udøver               | Land | Længde |
| --------- | -------------------- | ---- | ------ |
| 1.        | Heike Drechsler      | GER  | 7.14 m |
| 2.        | Inessa Kravets       | SNG  | 7.12 m |
| 3.        | Jackie Joyner-Kersee | USA  | 7.07 m |
| 4.        | Mirela Dulgheru      | ROM  | 6.71 m |
| 5.        | Irma Musjailova      | SNG  | 6.68 m |
| 6.        | Sheron Couch         | USA  | 6.66 m |

### Kuglestød
| Placering | Udøver              | Land | Længde  |
| --------- | ------------------- | ---- | ------- |
| 1.        | Svetlana Kriveljova | SNG  | 21.06 m |
| 2.        | Huang Zhihong       | CHN  | 20.47 m |
| 3.        | Kathrin Neimke      | GER  | 19.78 m |
| 4.        | Belsy Laza          | CUB  | 19.70 m |
| 5.        | Zhou Tianhua        | CHN  | 19.26 m |
| 6.        | Svetla Mitkova      | BUL  | 19.23 m |

### Diskoskast
| Placering | Udøver              | Land | Længde  |
| --------- | ------------------- | ---- | ------- |
| 1.        | Martiza Martén      | CUB  | 70.06 m |
| 2.        | Tsvetanka Khristova | BUL  | 67.78 m |
| 3.        | Daniela Costian     | AUS  | 66.24 m |
| 4.        | Larisa Korotkevitsj | SNG  | 65.52 m |
| 5.        | Olga Burova         | SNG  | 64.02 m |
| 6.        | Hilda Ramos         | CUB  | 63.80 m |

### Spydkast
| Placering | Udøver             | Land | Længde  |
| --------- | ------------------ | ---- | ------- |
| 1.        | Silke Renk         | GER  | 68.34 m |
| 2.        | Natalja Sjikolenko | SNG  | 68.26 m |
| 3.        | Karen Forkel       | GER  | 66.86 m |
| 4.        | Tessa Sanderson    | GBR  | 63.58 m |
| 5.        | Trine Hattestad    | NOR  | 63.54 m |
| 6.        | Heli Rantanen      | FIN  | 62.34 m |

### Syvkamp
| Placering | Udøver               | Land | Point |
| --------- | -------------------- | ---- | ----- |
| 1.        | Jackie Joyner-Kersee | USA  | 7044  |
| 2.        | Irina Belova         | SNG  | 6845  |
| 3.        | Sabine Braun         | GER  | 6649  |
| 4.        | Liliana Nastase      | ROM  | 6619  |
| 5.        | Svetla Dimitrova     | BUL  | 6464  |
| 6.        | Peggy Beer           | GER  | 6434  |